# Имелда Маркос
Имелда Маркос (рођена као Imelda Remedios Visitacion Romualdez) (Манила, 2. јула 1929) филипинска политичарка и удовица 10. филипинског председника Фердинанда Маркоса.
Њени надимци су "челична лептирица" или "гвоздена лептирица". Долази из богате породице а у младости је побеђивала на изборима лепоте.
Док је била супруга председника постала је позната широм света, због збирке од 2700 пари ципела. Године 2001. отворила је музеј ципела у обућарској четврти у филипинском главном граду Манили. Имелда је путовала по свету и трошила је огромне своте државног новца на уметничка дела. Њен интерес за одећу био је нашироко познат, а нарочито њена склоност према ципелама.
Њен супруг Фердинанд Маркос је након пет година мандата забранио изборе и владао као диктатор. Током времена његова власт постајала је све више корумпирана и репресивна а политички противници су прогањани. Имелда Маркос је имала различите државне функције током тог времена. Пуно је путовала по свету у склопу дипломатских активности, а међу осталим државама је посетила и Југославију. Године 1986. Фердинанд Маркос је сишао са власти након низа протеста.
Након свргнућа, супружници су живели на Хавајима, где је Фердинанд Маркос и преминуо. Пет година касније Имелда се вратила на Филипине и покушала је постати председница али је изгубила изборе. Касније се поновно кандидовала и постала чланица конгреса.
Године 2011. објавила је да поседује богатство од 22 милиона америчких долара, према чему је друга најбогатија особа на Филипинима. Од ње је богатији само боксер и политичар Мани Пакјао.